# جم مستر جی
جم مستر جی (انگلیسی: Jam Master Jay؛ ۲۱ ژانویهٔ ۱۹۶۵ – ۳۰ اکتبر ۲۰۰۲) یک موسیقی‌دان اهل ایالات متحده آمریکا بود. وی بین سال‌های ۱۹۸۳ تا ۲۰۰۲ میلادی فعالیت می‌کرد.